# Grand Prix Suisse féminin 1999
La 3e édition du Grand Prix Suisse féminin a eu lieu le 26 septembre 1999. Elle est aussi dénommée Finale d'Embrach car c'est la dernière manche de la Coupe du monde de cyclisme sur route féminine 1999. La course est remportée par l'Australienne Anna Wilson (qui deviendra l'année suivante Anna Millward).

## Organisation
Ueli Marti est l'organisateur de la course. Il organise également le Tour de Suisse féminin.

## Parcours
Le circuit est long de vingt kilomètres et doit être parcouru six fois. Il comporte une unique mais difficile montée longue de deux kilomètres pour un dénivelé positif de 145 mètres. Les deux derniers kilomètres sont plats. Au total, le parcours a un dénivelé positif de 1 458 mètres.

## Récit de la course

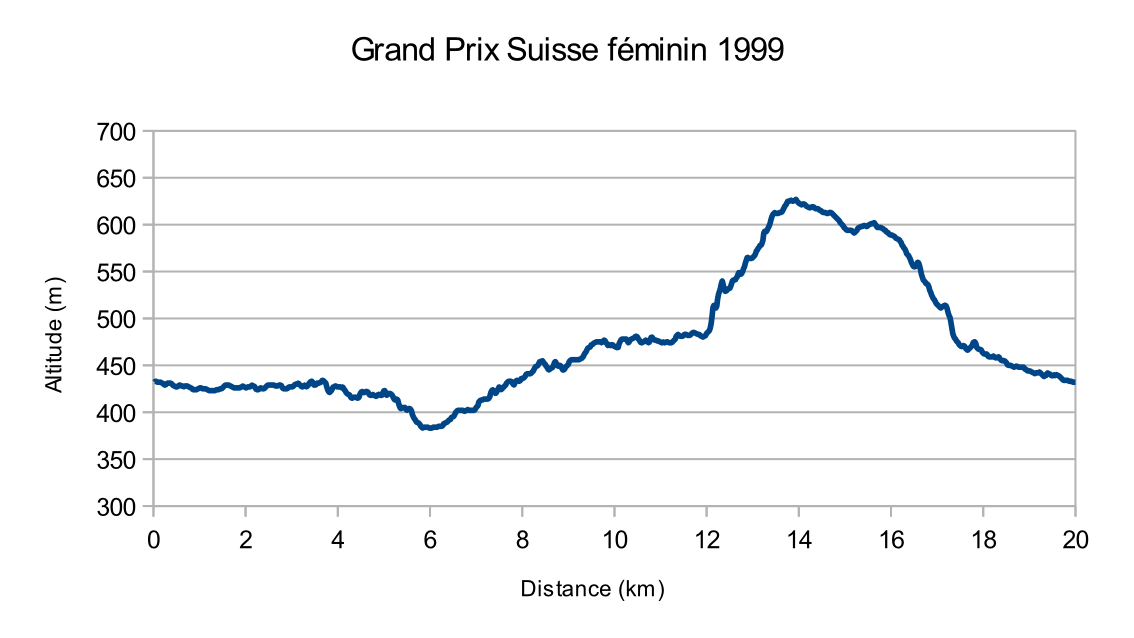
Profil de la course.

Hanka Kupfernagel prend en effet le départ avec dix-huit points d'avance sur Anna Wilson au classement de la Coupe du monde. La météo est pluvieuse. La première attaque est réalisée par Clara Hughes, mais elle ne creuse pas l'écart. Au bout de trente-cinq kilomètres, Alessandra Cappellotto et Lyne Bessette accélèrent à leur tour. L'Italienne est cependant victime d'une chute qui la contraint à l'abandon. Lyne Bessette poursuit son effort, mais se fait reprendre à cinquante kilomètres du but. La distance faisant son effet, un groupe de six coureuses se détache du peloton alors constitué de seulement vingt-neuf coureuses. L'échappée comprend : Vera Hohlfeld, Susanne Ljungskog, Arenda Grimberg, Elisabeth Vink, Anna Wilson et Hanka Kupfernagel. Cette dernière est victime d'une crevaison peu avant l'amorce du dernier tour. Elle revient néanmoins facilement sur le groupe de tête. Incertaine de sa force au sprint, elle lance une attaque à 1 200 m de la ligne, mais se fait rejoindre grâce à l'effort des Néerlandaises, Anna Wilson restant derrière. Vera Hohlfeld ouvre le sprint. Anna Wilson lance son sprint de loin et remporte la course, devançant Hanka Kupfernagel d'une vingtaine de centimètres. Cela lui permet de gagner la Coupe du monde pour sept points,.

## Classement final
| \| Classement général \| Classement général \| Classement général \| Classement général \| Classement général \| \| Coureuse \| Coureuse \| Pays \| Équipe \| Temps \| \| ------------------ \| ------------------- \| ------------------ \| ---------------------- \| ------------------ \| \| 1re \| Anna Wilson \| Australie \| Saturn \| 3 h 18 min 35 s \| \| 2e \| Hanka Kupfernagel \| Allemagne \| The Greenery Hawk \| + 0 s \| \| 3e \| Arenda Grimberg \| Pays-Bas \| Rabobank \| + 0 s \| \| 4e \| Elsbeth Vink \| Pays-Bas \| \| + 0 s \| \| 5e \| Susanne Ljungskog \| Suède \| \| + 0 s \| \| 6e \| Vera Hohlfeld \| Allemagne \| Gas Sport Team \| + 0 s \| \| 7e \| Mirjam Melchers \| Pays-Bas \| \| + 1 min 02 s \| \| 8e \| Chantal Beltman \| Pays-Bas \| \| + 1 min 02 s \| \| 9e \| Heidi Van de Vijver \| Belgique \| Vlaanderen 2002 Ladies \| + 1 min 02 s \| \| 10e \| Susy Pryde \| Nouvelle-Zélande \| Saturn \| + 1 min 02 s \| |                     |                  |                        |                 |
| |                     |                  |                        |                 |
| Source : Cycling Archives |                     |                  |                        |                 |
| Classement général |                     |                  |                        |                 |
| Coureuse | Coureuse            | Pays             | Équipe                 | Temps           |
| 1re | Anna Wilson         | Australie        | Saturn                 | 3 h 18 min 35 s |
| 2e | Hanka Kupfernagel   | Allemagne        | The Greenery Hawk      | + 0 s           |
| 3e | Arenda Grimberg     | Pays-Bas         | Rabobank               | + 0 s           |
| 4e | Elsbeth Vink        | Pays-Bas         |                        | + 0 s           |
| 5e | Susanne Ljungskog   | Suède            |                        | + 0 s           |
| 6e | Vera Hohlfeld       | Allemagne        | Gas Sport Team         | + 0 s           |
| 7e | Mirjam Melchers     | Pays-Bas         |                        | + 1 min 02 s    |
| 8e | Chantal Beltman     | Pays-Bas         |                        | + 1 min 02 s    |
| 9e | Heidi Van de Vijver | Belgique         | Vlaanderen 2002 Ladies | + 1 min 02 s    |
| 10e | Susy Pryde          | Nouvelle-Zélande | Saturn                 | + 1 min 02 s    |